# Europese kampioenschappen turnen 2025
De Europese kampioenschappen Artistieke Gymnastiek werden van 26 tot en met 31 mei 2025 gehouden in Leipzig.
Voor de eerste keer werd er een gemengde teamfinale georganiseerd.
Oorspronkelijk stond het event gepland in Tel Aviv, maar het moest verplaatst worden door de Genocide in Gaza.

## Medailles

### Vrouwen
| Onderdeel     | Goud | Goud                                                                       | Zilver | Zilver                                                                     | Brons | Brons                                                                              |
| ------------- | ---- | -------------------------------------------------------------------------- | ------ | -------------------------------------------------------------------------- | ----- | ---------------------------------------------------------------------------------- |
| Team          | ITA  | Alice D'Amato Manila Esposito Emma Fioravanti Giulia Perotti Sofia Tonelli | GER    | Helen Kevric Janoah Mueller Lea Marie Quaas Karina Schönmaier Silja Stoehr | FRA   | Lorette Charpy Romane Hamelin Djenna Laroui Morgane Osyssek-Reimer Ming van Eijken |
| Meerkamp      | ITA  | Manila Esposito                                                            | ESP    | Alba Petisco                                                               | ROU   | Ana Bărbosu                                                                        |
| Sprong        | GER  | Karina Schönmaier                                                          | BUL    | Valentina Georgieva                                                        | BEL   | Lisa Vaelen                                                                        |
| Brug ongelijk | BEL  | Nina Derwael                                                               | HUN    | Bettina Lili Czifra                                                        | ROU   | Ana Bărbosu                                                                        |
| Balk          | BEL  | Nina Derwael                                                               | ROU    | Ana Bărbosu                                                                | ITA   | Sofia Tonelli                                                                      |
| Vloer         | ROU  | Ana Bărbosu                                                                | ITA    | Manila Esposito                                                            | ESP   | Alba Petisco                                                                       |

### Mannen
| Onderdeel       | Goud    | Goud                                                                   | Zilver | Zilver                                                                       | Brons | Brons                                                                               |
| --------------- | ------- | ---------------------------------------------------------------------- | ------ | ---------------------------------------------------------------------------- | ----- | ----------------------------------------------------------------------------------- |
| Team            | GBR     | Harry Hepworth Jake Jarman Jamie Lewis Jonas Rushworth Luke Whitehouse | SUI    | Luca Giubellini Matteo Giubellini Florian Langenegger Ian Raubal Noe Seifert | ITA   | Yumin Abbadini Nicola Bartolini Lorenzo Minh Casali Edoardo de Rosa Mario Macchiati |
| Meerkamp        | TUR     | Adem Asil                                                              | FRA    | Léo Saladino                                                                 | HUN   | Krisztofer Mészáros                                                                 |
| Vloer           | GBR     | Luke Whitehouse                                                        | GBR    | Harry Hepworth                                                               | ITA   | Lorenzo Minh Casali                                                                 |
| Paard (voltige) | ARM     | Hamlet Manukyan                                                        | ARM    | Mamikon Khachatryan                                                          | ITA   | Gabriele Targhetta                                                                  |
| Ringen          | TUR GRE | Adem Asil Eleftherios Petrounias                                       | -      | -                                                                            | ARM   | Artur Avetisyan                                                                     |
| Sprong          | ARM     | Artur Davtyan                                                          | GBR    | Jake Jarman                                                                  | UKR   | Nazar Chepurnyi                                                                     |
| Brug            | GER     | Nils Dunkel                                                            | SUI    | Ian Raubal                                                                   | GER   | Timo Eder                                                                           |
| Rekstok         | LTU     | Robert Tvorogal                                                        | GER    | Andreas Toba                                                                 | FRA   | Anthony Mansard                                                                     |

### Gemengd
| Goud | Goud                        | Zilver | Zilver                 | Brons | Brons                               |
| ---- | --------------------------- | ------ | ---------------------- | ----- | ----------------------------------- |
| GER  | Karina Schönmaier Timo Eder | GBR    | Ruby Evans Jake Jarman | ITA   | Manila Esposito Lorenzo Minh Casali |

1955 ·
1957 ·
1959 ·
1961 ·
1963 ·
1965 ·
1967 ·
1969 ·
1971 ·
1973 ·
1975 ·
1977 ·
1979 ·
1981 ·
1983 ·
1985 ·
1987 ·
1989 ·
1990 ·
1992 ·
1994 ·
1996 ·
1998 ·
2000 ·
2002 ·
2004 ·
2005 ·
2006 ·
2007 ·
2008 ·
2009 ·
2010 ·
2011 ·
2012 ·
2013 ·
2014 ·
2015 ·
2016 ·
2017 ·
2018 ·
2019 ·
2020 ·
2021 · 
2022 · 
2023 · 
2024 · 
2025
1957 ·
1959 ·
1961 ·
1963 ·
1965 ·
1967 ·
1969 ·
1971 ·
1973 ·
1975 ·
1977 ·
1979 ·
1981 ·
1983 ·
1985 ·
1987 ·
1989 ·
1990 ·
1992 ·
1994 ·
1996 ·
1998 ·
2000 ·
2002 ·
2004 ·
2005 ·
2006 ·
2007 ·
2008 ·
2009 ·
2010 ·
2011 ·
2012 ·
2013 ·
2014 ·
2015 ·
2016 ·
2017 ·
2018 · 
2019 ·
2020 · 
2021 · 
2022 · 
2023 · 
2024 · 
2025
1969 ·
1971 ·
1973 ·
1975 ·
1977 ·
1979 ·
1981 ·
1983 ·
1985 ·
1987 ·
1989 ·
1991 ·
1993 ·
1995 ·
1997 ·
1998 · 
2000 ·
2002 ·
2004 ·
2006 ·
2008 ·
2010 ·
2012 · 
2014 ·
2016 ·
2018 ·
2021 ·
2022 ·
2024
1978 ·
1980 ·
1982 ·
1984 ·
1986 ·
1988 ·
1990 ·
1992 ·
1993 ·
1994 ·
1995 ·
1996 ·
1997 ·
1998 ·
1999 ·
2000 ·
2001 ·
2002 ·
2003 ·
2004 ·
2005 ·
2006 ·
2007 ·
2008 ·
2009 ·
2010 ·
2011 ·
2012 ·
2013 ·
2014 ·
2015 ·
2016 ·
2017 ·
2018 · 
2019 ·
2020 ·
2021 ·
2022 ·
2023
1978 ·
1979 ·
1980 ·
1982 ·
1984 ·
1985 ·
1986 ·
1987 · 
1988 ·
1989 ·
1990 ·
1991 ·
1992 ·
1993 ·
1994 ·
1995 ·
1996 ·
1997 ·
1999 ·
2001 ·
2003 ·
2005 ·
2007 ·
2009 ·
2011 ·
2013 ·
2015 ·
2017 ·
2019 ·
2021 ·
2023
1999 ·
2001 ·
2003 ·
2005 ·
2007 ·
2009 ·
2011 ·
2013 ·
2015 ·
2017 ·
2019 ·
2021 ·
2023